# احمد رائض
احمد رائض (زاده ۱۲۹۸ در اصفهان - درگذشته ۱۳۷۲) نقاش، مینیاتوریست و تذهیب‌کار برجسته معاصر اصفهانی است.

## زندگی‌نامه
وی به سال ۱۲۹۸ش در اصفهان زاده شد. در سن ۱۲ سالگی به شوق آموختن نقاشی به خدمت و شاگردی حاج مصورالملکی درآمد و مدت ۸ تحت نظر استاد در رشته‌های نقاشی، تذهیب و نگارگری کسب مهارت نمود. 
سپس کارگاهی در اصفهان دائر نمود و به خلق آثاری زیبا پرداخت که اکثر این کارها به کشور آلمان صادر شده‌است. رائض، موضوع مینیاتورهای خود را از خمسه نظامی - که در زمره دشوارترین موضوعات در نقاشی به‌شمار می‌رود - انتخاب می‌کرد. 
یکی از آثار بسیار جالب و قابل توجه رائض تابلو مینیاتوری بود که یک‌صد و چهل و پنج صورت، در آن تصویر شده بود. این تابلو هم‌اکنون در موزه سوئیس نگهداری می‌شود. وی ابتدا به تهیه طرح‌های اسلیمی و ختائی برای کارگاه‌های کاشی‌سازی و منبت‌کاری می‌پرداخت ولی بعد از مدتی که کارگاه میناسازی هنرهای زیبای کشور تأسیس شد، تصدی کارگاه مزبور را عهده‌دار گردید. 
آثار کارگاه میناسازی هنرهای زیبای کشور در نمایشگاه‌های مختلف جهانی نمایش داده شد و مورد توجه و استقبال هم واقع گردید. در سال ۱۹۵۹م آثار میناسازی این کارگاه در نمایشگاه جهانی بروکسل عرضه گردید و به اخذ مدال نقره و دیپلم هنری افتخاری نائل آمد. 
از احمد رائض بیش از ۱۴۵ تابلوی نقاشی به نقش صورت به سبک مینیاتور باقی است که اکنون در موزه‌های سوئیس نگهداری می‌شوند. هم‌چنین تعدادی از آثار نقره کاری و قلم‌زنی وی در موزه هنرهای ملی موجود است. 
استاد احمد رائض سرانجام در بیستم مردادماه ۱۳۷۲ در سن ۷۴ سالگی چشم از جهان فروبست.